# František Kubíček (poslanec, 1945–1946)
František Kubíček byl český a československý politik Komunistické strany Československa a poslanec Prozatímního Národního shromáždění.

## Biografie
Profesí byl malorolnikem ze Sendražic u Kolína.
V letech 1945–1946 byl poslancem Prozatímního Národního shromáždění za KSČ. V parlamentu setrval do parlamentních voleb v roce 1946.